# Ivo Sanader
Ivo Sanader (* 8. červen 1953 Split) je chorvatský politik, představitel strany Chorvatské demokratické společenství. V letech 2003–2009 byl premiérem Chorvatska. Je doposud nejdéle sloužícím chorvatským premiérem od získání samostatnosti a je také jediným chorvatským premiérem nové doby, který byl ve funkci ve více než jednom volebním období. Je ovšem také prvním chorvatským premiérem, který skončil ve vězení.

## Životopis
Vystudoval srovnávací literaturu a románské jazyky na Univerzitě v Innsbrucku. V Rakousku pracoval i jako novinář. Absolvoval roku 1982. V Rakousku zůstal, začal zde pracovat v marketingovém oddělení cestovní kanceláře Dalmacijaturist, jako nakladatelský redaktor v nakladatelství Logos a od roku 1988 jako šéfredaktor chorvatského exilového časopisu Mogućnosti. Po politických změnách v Jugoslávii na konci 80. let založil v Rakousku pobočku Chorvatského demokratického společenství Franjo Tuđmana. Tuđman ho v Rakousku navštívil a přemluvil ho k návratu do vlasti. Zde nejprve pracoval v Chorvatském Národním divadle ve Splitu, aby byl krátce na to, v roce 1992, jmenován ministrem vědy v kabinetu Hrvoje Šariniće. Poté pracoval jako náměstek ministra zahraničních věcí a vedoucí kanceláře prezidenta Tuđmana. Po Tuđmanově smrti byl v roce 2000 zvolen předsedou Chorvatského demokratického společenství a tento post držel až do roku 2009. Stranu přivedl ke dvěma volebním vítězstvím, v roce 2003 a znovu v roce 2007. Po obou vítězstvích sestavil vládní kabinet. K jeho hlavním úspěchům patřilo podepsání asociační dohody s Evropskou unií, jež byla předpokladem budoucího vstupu Chorvatska do unie, byť se tomuto vstupu snažilo bránit Slovinsko. Rovněž přivedl svou zemi do NATO. Roku 2009 Sanader poměrně překvapivě rezignoval na post premiéra i šéfa strany. Ač ohlásil úplný konec v politice, spekulovalo se, že si tak uvolňuje ruce pro kandidaturu v prezidentských volbách roku 2010. V tom roce se skutečně rozhodl do politiky vrátit, avšak brzy musel čelit velkým problémům, když začal byl vyšetřován kvůli korupčnímu skandálu. Uprchl z Chorvatska, ale byl zadržen v Rakousku, vrácen do rodné země a v roce 2012 odsouzen nejprve na 10 let, v další kauze pak na 9 let do vězení. Podle obžaloby v prvním procesu přijal úplatky od rakouské banky Hypo Alpe Adria Group a od maďarské ropné společnosti MOL. Podle žalobce druhého procesu vyžadoval Sanader a další politici Chorvatského demokratického společenství od firem „dary“, které byly inkasovány přes agenturu Fimi Media, jíž firmy platili za fiktivní, případně předražené služby. Sanader a spol měli takto získat 9 miliard eur. Do vězení nastoupil, nicméně v roce 2015 byl klíčový rozsudek zrušen Ústavním soudem kvůli procesním chybám a proces se bude opakovat. Ve vězení však zůstal, kvůli platnému rozsudku v kauze Fimi Media.